# لامبورغيني إسليرو
لامبورغيني إسليرو (بالإنجليزية: Lamborghini Islero) هي سيارة سياحية فاخرة أنتجتها شركة لامبورغيني بين عامي 1968 و 1969. كانت بديلًا عن لامبورغيني 400 جي تي وظهرت بمحرك Lamborghini V12. تم الكشف عن السيارة لأول مرة في معرض جنيف للسيارات عام 1968.